# Budget du gouvernement du Québec de 1999
Lire en ligne

Discours sur le budget

Livre des crédits

1998 2000
Le budget du gouvernement du Québec de 1999 s'appliquant à l'année fiscale 1998-99 est présenté par Bernard Landry le 9 mars 1999 à l'Assemblée nationale. C'est le quatrième exposé budgétaire de Bernard Landry et le premier de la 36e législature du Québec suivant la réélection du Parti québécois aux élections générales de 1998.

## Contexte
Le budget précédent prévoyait 1,2 milliard de déficit pour l'année 1998-99. À la suite d'une forte hausse des revenus, le budget est équilibré pour la première fois depuis l'exercice 1958-1959.
Le budget fait suite aux élections générales de 1998 au cours desquelles le Parti québécois est réélu avec un gouvernement majoritaire. Dans son programme présenté au conseil national en octobre 1998 le Parti québécois avait pris plusieurs engagements pour un second mandat et notamment:
- Poursuivre la réduction du fardeau fiscal en réduisant l'impôt sur le revenu des particuliers et les taxes sur la masse salariale des PME ;
- Optimiser la performance dans le secteur public ;
- Assouplir la réglementation et simplifier les formalités administratives ;
- Maintenir les programmes d'aides aux investissements et programmes d'innovation des entreprises.

## Principales mesures

### Impôt sur le revenu
Le budget annonce 400 millions de réductions d'impôt au 1er juillet 2000 sans en décrire les modalités exactes.
L'exemption pour la cotisation des particuliers au Fonds des services de santé est haussée de 5 000 $ à 11 000 $ à partir de 2000.
Enfin le budget annonce plusieurs mesures ciblées:
- Un crédit remboursable est créé pour les personnes en perte d'autonomie ;
- L'aide fiscale aux personnes atteintes de déficience grave et prolongée est bonifiée ;
- Le montant maximal du crédit remboursable pour frais d'adoption[note 2] est haussé de 2 000 $ à 3 000 $ ;
- Le montant maximal des frais de garde est haussé de 2 000 $ pour les enfants atteints de déficience grave et prolongée et 1 000 $ sinon[7].

### Impôt sur les sociétés
Le budget annonce un nombre important de nouveaux incitatifs à l'investissement et la recherche:
- Création de superdéductions pour la recherche ;
- Instauration de plusieurs nouveaux crédits d'impôts :
  - Crédit basé sur l'accroissement des dépenses ;
  - Crédit remboursable pour services d’adaptation technologique ;
- Extension du congé fiscal pour les cherches étrangers (5 ans au lieu de 2) ;
- Reconduction des déductions additionnelles et du congé de taxe sur le capital pour certains investissements jusqu'au 31 mars 2000[note 3],[9];
- Création de nouvelles zones et sites désignés :
  - Carrefours de la nouvelle économie (CNE) ;
  - Zone de commerce international de Montréal à Mirabel ;
  - Le Centre national des nouvelles technologies de Québec (CNNTQ), similaire à la Cité du multimédia, et situé dans le centre-ville de Québec.

### Dépenses
Le budget met principalement l'accent sur les réinvestissements dans les services publics et notamment :
- 1,7 milliard additionnels en santé (sur deux ans[10]) dont[11]:
  - 700 millions pour éliminer la dette des établissements du réseau de santé ;
  - 300 millions pour stabiliser le réseau ;
  - 747 millions pour améliorer les services à la population ;
- 600 millions en éducation (sur deux ans également[12]) dont[13]:
  - 342 millions additionnels pour les cégeps et universités ;
  - 32,5 millions aux écoles pour mettre en place la réforme de l'éducation.

Le livre des crédits déposé le 25 mars annonce 1,1 milliard de dépenses supplémentaires par rapport aux prévisions faites dans le budget 1998 pour l'année 1999-2000. La majorité du relèvement va à la santé (592 millions) et à l'éducation (393 millions).
Les programmes d'aide aux entreprises sont bonifiés et 50 millions additionnels sont alloués au programme FAIRE géré par la nouvelle entité Investissement Québec qui avait été annoncée dans le budget précédent.
Globalement les livres des crédits prévoient que les dépenses de programmes atteignent 18,5 % du PIB en 1999-2000 moins qu'en 1998-1999 (18,9 %) et beaucoup moins qu'au pic atteint en 1992-1993 (22,9 %) pendant la récession du début des années 1990.

## Exécution
Le budget 1999-2000 est correctement exécuté du fait - comme l'année précédente - de la reprise économique qui stimule les revenus autonomes. Contrairement à l'année précédente, les transferts fédéraux sont plus faibles que prévu. La cible de solde budgétaire est légèrement dépassée avec un surplus budgétaire de 30 millions de dollars, plus faible que celui enregistré en 1998-99 (126 millions). Les dépenses de programmes sont nettement plus élevées que prévu au budget.
|                       |                      |                      |           |  |
| Indicateur            | 9 mars 1999 Discours | Résultats définitifs | Variation |  |
|                       |                      |                      |           |  |
| Revenus autonomes     | 38 284               | 40 927               | 2 643     |  |
| Transferts fédéraux   | 6 908                | 6 352                | 556       |  |
| Revenus totaux        | 45 192               | 47 279               | 2 087     |  |
|                       |                      |                      |           |  |
| Dépenses de programme | 37 593               | 39 877               | 2 284     |  |
| Service de la dette   | 7 599                | 7 372                | 227       |  |
| Dépenses              | 45 192               | 47 249               | 2 057     |  |
|                       |                      |                      |           |  |
| Surplus               | 0                    | 30                   | 30        |  |
|                       |                      |                      |           |  |

### Contrôle des dépenses
Lors du dépôt du livre des crédits, le gouvernement dépose 43,48 milliards de crédits budgétaires pour l'année 1999-2000. Une série de crédits supplémentaires est déposée le 21 mars 2000 à l'Assemblée nationale, quelques jours après le dépôt du budget suivant pour un montant de 1,81 milliard de dollars,.
|                                       |         |           |           |  |
| Secteur                               | 1998-99 | 1999-2000 | 1999-2000 |  |
| Secteur                               | Réel    | Budget    | Réel      |  |
|                                       |         |           |           |  |
| Santé et services sociaux             | 14 981  | 14 067    | 15 335    |  |
| Éducation et culture                  | 10 203  | 10 077    | 10 555    |  |
| Soutien aux personnes et aux familles | 4 961   | 4 778     | 4 782     |  |
| Économie et environnement             | 5 647   | 5 366     | 5 894     |  |
| Gouverne et justice                   | 3 467   | 3 305     | 3 311     |  |
| Dépenses de programme                 | 39 259  | 37 593    | 39 877    |  |
| Service de la dette                   | 7 187   | 7 599     | 7 372     |  |
| Dépenses totales                      | 46 446  | 45 192    | 47 249    |  |